# Fotoautotrof
En organism kallas fotoautotrof om den med hjälp av ljusenergi kan omvandla koldioxid, vatten och närsalter (oorganiska ämnen) till t.ex. kolhydrater, proteiner och lipider (organiska ämnen). Växter, alger och blågröna bakterier är fotoautotrofer. Omvandlingen av koldioxid till kolhydrater med hjälp av ljusenergi kallas fotosyntes. Ljusenergin fångas upp av särskilda pigment, klorofyller och karotenoider. Hos växterna finns fotosyntespigmenten i cellernas membranomgivna kloroplaster. Den gröna färgen hos fotoautotrofer beror på att de gröna våglängderna i det vita ljuset inte absorberas av klorofyllpigmenten. De gröna våglängderna reflekteras bort från cellerna.